# Pinan

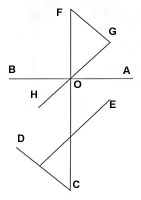
Embusen (schéma des déplacements au sol) du kata Pinan Nidan.

On dénomme par Pinan les 5 katas de base du karaté Shuri-Te.

## Description
Ces katas, au nombre de 5, sont traditionnellement enseignés au début de l’apprentissage du karaté dans la plupart des écoles ou styles Shorin Ryu et dérivés. Ils ont été élaborés par O Sensei Anko Itosu en 1905, à partir des katas Kushanku (ou Kosokun, Kanku), Passaï (ou Bassaï), Chinto et Jion. Les katas Heian en sont des dérivés, créés par l’école Shotokan. Ils sont différents et ne doivent pas y être assimilés. Il est d’ailleurs important de noter que ces katas sont appelés Pinan dans la plupart des styles et quelquefois Heian en parlant des mêmes katas. Certains styles pratiquent même et les Pinan et les Heian ; ils sont, dans ce cas, différents. Les 2 dénominations ont approximativement la même signification: « la voie de la paix » Pinan est d’origine chinoise (ping'’n), Heian, purement japonaise.
Il ne faut pas oublier que le Karaté est né à Okinawa au XVIIe siècle, qu'il y avait 2  branches principales:
le Naha-Te, devenu Goju-Ryu (Shorei-ryu), et le Shuri-te, devenu Shorin-Ryu; O Sensei Anko Itosu, [("O", de  O Sensei, signifie: ancien, originel, mais reil présente aussi le roi, syle mbole d'Okinawa, ainsi que son château de Shuri, n rapport étroit avec Maitre Sōkon Matsumura qui y enseignait, et dont il est le successeur)] était un Grand Maitre de Shorin Ryu.
Funakoshi Sensei, qui a introduit le karaté au Japon dans les années 1920, et qui a créé l'école Shotokan, était l’un de ses disciples. C'est dans son école, en 1936, que les Pinan ont été modifiés et renommés Heian.
Les 5 katas Pinan sont dans l'ordre :
- Pinan shodan
- Pinan nidan
- Pinan sandan
- Pinan yo(n)dan
- Pinan godan

dan signifie niveau en Japonais tandis que le préfixe correspond au numéro du niveau : sho (1), ni (2), san (3), yo (4) et go (5).

## Exécution des Pinan dans les différents styles

### En Shotokan
Les Pinan ne sont pas enseignés en général en Shotokan, mais plutôt leur correspondance, les Heian ainsi que les Taikyoku.

### En Shito-ryu
Les Pinan sont les premiers katas enseignés en Shito-ryu. Ils correspondent à une évolution plus moderne des Heian enseignés en Shito-ryu : les niveaux correspondent entre les deux écoles sauf pour Pinan shodan qui correspond à Heian nidan tandis qu’à l’inverse Heian shodan correspond à Pinan nidan. Il est d'ailleurs surprenant que les Heian soient enseignés comme une forme plus ancienne (positions plus hautes) alors que la dénomination est plus récente que Pinan.